# Lijst van beelden in Heeze-Leende
Dit is een (onvolledige) chronologische lijst van beelden in Heeze-Leende. Onder een beeld wordt hier verstaan elk driedimensionaal kunstwerk in de openbare ruimte van de Nederlandse gemeente Heeze-Leende, waarbij beeld wordt gebruikt als verzamelbegrip voor sculpturen, standbeelden, installaties, gedenktekens en overige beeldhouwwerken.

## Heeze
| Geplaatst | Omschrijving                                                         | Kunstenaar          | Straat                                                    | Plaats | Materiaal   | Afbeelding   |
| --------- | -------------------------------------------------------------------- | ------------------- | --------------------------------------------------------- | ------ | ----------- | ------------ |
| 1881      | 3 beelden: Maria, St. Nicasius van Heeze en St. Leonardus van Veghel |                     | Jan Deckersstraat / Den Toversnest                        | Heeze  |             |              |
| 1930      | Kruisbeeld                                                           |                     | Somerseweg                                                | Heeze  |             |              |
| 1954      | ("Belgische gevelsteen")                                             |                     | Jan Deckersstraat, gemeentehuis                           | Heeze  |             |              |
| 1964      | Geloof Hoop en Liefde                                                | Ineke Kruuk         | Strabrecht                                                | Heeze  |             |              |
| 1977      | Monument 20 jaar Brabantsedag                                        |                     | Jan Deckersstraat 2, (plein aan zuidzijde Gemeentehuis)   | Heeze  |             |              |
| 1979      | Uil                                                                  |                     | Jan Deckersstraat, gemeentehuis                           | Heeze  |             | Uil          |
| 1981      | (Harry Verest)                                                       |                     | Ginderover / Industrieweg                                 | Heeze  |             | Harry Verest |
| 1987      | De Wagenbouwers                                                      | Bayens (gesigneerd) | Jan Deckersstraat                                         | Heeze  | brons       |              |
| 1990 ca.  | De Heezer Schilderskolonie                                           | Hilde Karreman      | Strabrechtplein                                           | Heeze  | brons       |              |
| 1997      | Samen Verder                                                         | Antoinette Briët    | Ten Borchwardplein                                        | Heeze  |             | Samen verder |
| 2005      | Bert Buijsen (buste)                                                 | Wim van der Kraan   | Jan Deckersstraat, gemeentehuis                           | Heeze  |             |              |
| 2005      | Moeder met kind                                                      | Sjef Cox            | Kapelstraat / Vullinghspark                               | Heeze  |             |              |
| 2007      | 50ste Brabantsedag                                                   | Chris Derksen       | Kapelstraat / Schoolstraat                                | Heeze  | brons       |              |
| 2008      | Gedenkbank Parelmauwers                                              |                     | Jan Deckersstraat 2 (plein aan zuidzijde Gemeentehuis)    | Heeze  |             |              |
| voor 2008 | Twee leerlingen(draadkunst)                                          |                     | Schoolstraat 1, (Basisschool Dirk Hezius)                 | Heeze  |             |              |
| 2013      | Kroningsdeksel                                                       | Paul Bausch         | Jan Deckerstraat 2, (Gemeentehuis)                        | Heeze  | gietijzer   |              |
| 2015?     | Culturen in beweging                                                 | Sjef Cox            | Jan Deckersstraat 2, (plein aan zuidzijde Gemeentehuis)   | Heeze  | hout        |              |
| 2017      | Een paar                                                             | Chris Derksen       | Strabrechtplein                                           | Heeze  | cortenstaal |              |
|           | Hendrik Casimir (buste)                                              |                     | Jan Deckersstraat, gemeentehuis                           | Heeze  |             |              |
|           | In beweging                                                          | Chris Derksen       | Kapelstraat                                               | Heeze  | cortenstaal | In Beweging  |
|           | (plastiek)                                                           |                     | Kapelstraat / Burgemeester Coxstraat                      | Heeze  | staal       |              |
|           | (beeld)                                                              |                     | Schoolstraat, gemeentehuis                                | Heeze  |             |              |
|           | Groep beeldjes onder een boog met dierenriem tekens                  |                     | Jan Deckersstraat 2, (zijde parkeerplaats) (Gemeentehuis) | Heeze  |             |              |
|           | Nevel op Euvelwegen                                                  | Chris Derksen       | Somerenseweg 100, (Landgoed Kapellerput)                  | Heeze  |             |              |

## Leende
| Geplaatst | Omschrijving                    | Kunstenaar            | Straat                                         | Plaats | Materiaal   | Afbeelding |
| --------- | ------------------------------- | --------------------- | ---------------------------------------------- | ------ | ----------- | ---------- |
| 1900      | Calvarie                        |                       | Torenplein, (Begraafplaats Sint Petrus Banden) | Leende |             |            |
| 1924      | Heilig Hartbeeld (Leende)       | Atelier Cuypers & Co  | Boschhoven                                     | Leende | natuursteen |            |
| 1930      | Kruisbeeld                      |                       | Oostrikkerstraat                               | Leende |             |            |
| 1930      | Kruisbeeld                      |                       | Dorpsstraat                                    | Leende |             |            |
| 1996      | Waterpartij, Fonteinbeeld       | Willem van der Velden | Dorpsstraat, kerk                              | Leende |             |            |
| 1946 ?    | Benedictus                      |                       | Abdijweg                                       | Leende |             |            |
| 1972      | 100 jaar Engelen in Leende      | Hans Goddefroy        | Magrietlaan / Dorpsstraat                      | Leende |             |            |
| 2003      | 50 Jaar Buurtvereniging Obelisk |                       | Marijkeplein                                   | Leende |             |            |

## Sterksel
| Geplaatst | Omschrijving                     | Kunstenaar         | Straat                         | Plaats   | Materiaal | Afbeelding        |  |
| --------- | -------------------------------- | ------------------ | ------------------------------ | -------- | --------- | ----------------- |  |
| Ca 1925   | Kruisbeeld                       |                    | Jagerspad/Heezerweg            | Sterksel |           |                   |  |
| 1955      | Heilig Hartbeeld (Sterksel)      | Albert Meertens    | Beukenlaan / Heezerweg         | Sterksel |           | Hartbeeld         |  |
| 1969      | D'n Os                           | Leden Ossedrijvers | Thijssenlaan                   | Sterksel | beton     | D'n Os            |  |
| 1989      | Kruisbeeld                       | Harry Storms       | Beukenlaan                     | Sterksel |           | Kruisbeeld        |  |
| 1997      | Drie Dorpen Punt                 | Chris Derksen      | Ootstrikkerweg                 | Sterksel |           |                   |  |
| 2003      | Drie congregaties                | Erik Vanmechelen   | Beukenlaan                     | Sterksel | brons     | Drie congregaties |  |
| 2004      | Het Varken als bron van welvaart | Toon Grassens      | Vlaamseweg                     | Sterksel | brons     |                   |  |
| 2006      | Smalspoor Monument               |                    | Kloosterlaan                   | Sterksel |           |                   |  |
| 2017      | The World Within                 | Wil Beckers        | Kloostervelden , Dr Ruttenpark | Sterksel |           |                   |  |
| 2018      | De Vogeltoren                    | Frank Halmans      | Kloostervelden, Berkenlaan     | Sterksel |           |                   |  |
| 2019      | Vogelkijkhut                     | Frank Halmans      | Kloostervelden , Dr Ruttenpark | Sterksel |           |                   |  |
|           | Wassende vrouw                   | Harry Storms       | Kanhoeve / Laathof / Poelhoeve | Sterksel |           |                   |  |